# Castle Tump (Gloucestershire)

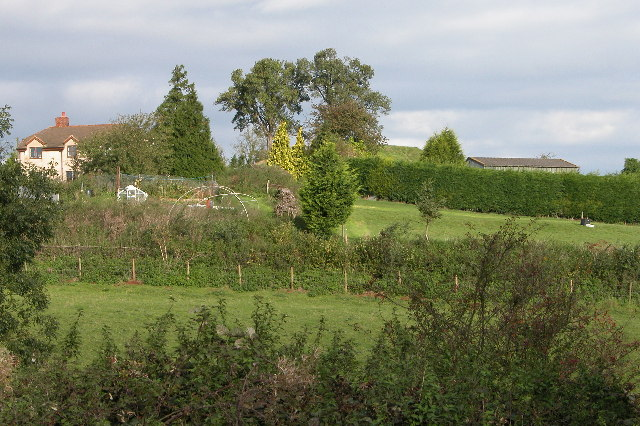
Castle Tump heute: Die Motte im Bildhintergrund, hinter der Hecke.

Castle Tump war eine Burg im Dorf Dymock in der englischen Grafschaft Gloucestershire.
Die Burg wurde als Motte entweder im 11. Jahrhundert oder – eher wahrscheinlich – Anfang des 12. Jahrhunderts errichtet. Die Motte ist heute 14 Meter hoch und auf ihrem Südosthang finden sich Spuren einer Kurtine.
Während der Anarchie erhielt William de Braose, der Schwiegersohn des mächtigen Miles de Gloucester, die Burg. Nach dem Ende des Konflikts soll die Burg vermutlich auf Geheiß Königs Heinrichs II. im Rahmen eines größeren Abrissprogramms für Burgen in Gloucestershire in den 1150er-Jahren zerstört worden sein.